# マスヴェシ・ダクワカ
マスヴェシ・ダクワカ（Masivesi Dakuwaqa、1994年2月14日 - ）は、プロD2、ビアリッツ・オランピックに所属するラグビー選手。

## プロフィール
- フィジー・ナンディ出身。
- ポジションはウィング(WTB)。
- 身長 189cm、体重 96kg
- かつてはラグビーリーグの選手だった[1]。
- リオ五輪の7人制フィジー代表に選ばれ金メダルを獲得[2]。

## 略歴
キャンベラ・ライダーズ、フォースを経て、2019年、RCトゥーロンに加入。
2021年、モンペリエに加入。
2024年、ビアリッツ・オランピックに加入。